# Tremarctos floridanus
Tremarctos floridanus ist eine ausgestorbene Raubtierart aus der Familie der Bären (Ursidae). Er ist ein Vertreter der Kurzschnauzenbären (Tremarctinae), die mit Ausnahme des in Südamerika lebenden Brillenbären (Tremarctos ornatus) ausgestorben sind. Tremarctos floridanus lebte in Nordamerika und ernährte sich wie der Brillenbär und der europäische Höhlenbär wahrscheinlich vor allem vegetarisch von Früchten und anderen Pflanzenteilen.

## Merkmale
Tremarctos floridanus war deutlich größer als der Brillenbär, sein Körper war zudem massiger und schwerer gebaut. Er besaß längere Beine, einen tonnenförmigen Körper und einen verlängerten Hals sowie einen großen Kopf.
Der Bär wies das für die Gattung Tremarctos typische Gebiss auf, das sich gegenüber dem anderer Tremarctinae durch relativ kleine Zähne auszeichnet. Der Unterkiefer besitzt eine deutliche Grube vor dem Ansatz des Musculus masseter, die in dieser Form nur bei den Tremarctinae zu finden ist. Im Vergleich zum Brillenbären besaß Tremarctos floridanus verkleinerte Vormahlzähne und verlängerte Mahlzähne.

## Verbreitung
Überreste von Tremarctos floridanus wurden in Nordamerika in verschiedenen Teilen der heutigen Vereinigten Staaten und Nordmexikos gefunden. Die ältesten Funde, datiert auf das Blancan, stammen aus Idaho und Südkalifornien. Die meisten Funde kommen aus Florida, wo der Bär für das Irvingtonian und Rancholabrean nachgewiesen werden konnte. Weitere Funde aus dem Rancholabrean fanden sich in Texas, New Mexico, Kentucky, Tennessee und Georgia sowie aus dem mexikanischen Bundesstaat Nuevo León.

## Lebensweise
Tremarctos floridanus lebte terrestrisch und ernährte sich wahrscheinlich fast ausschließlich von Pflanzen. Er ähnelte in dieser Beziehung seinem Verwandten, dem Brillenbären, sowie dem in Europa heimischen Höhlenbären (Ursus spelaeus). Er wies zum Höhlenbären verschiedene konvergent entwickelte Merkmale auf, darunter das auf vegetarische Kost spezialisierte Gebiss, die Kaumuskulatur sowie den kompakten Körperbau.
In seinem Lebensraum kam Tremarctos floridanus häufig gemeinsam mit dem Amerikanischen Schwarzbären (Ursus americanus) vor, der sich zu einem deutlich größeren Anteil von erjagten Tieren ernährt.

## Evolution und Systematik
Die wissenschaftliche Erstbeschreibung von Tremarctos floridanus erfolgte 1928 durch J.W. Gidley. Er ordnete die Art als Arctodus floridanus der damals bereits bekannten Gattung der Kurznasenbären (Arctodus) mit dem Kurznasenbären (Arctodus simus) zu. Der finnische Paläontologe Björn Kurtén stellte die Art 1963 erstmals in die Gattung Tremarctos, der neben dieser Art nur der heute noch lebende Brillenbär (Tremarctos ornatus) zugeordnet wird. Die Gattung Tremarctos trat mit Tremarctos floridanus im späten Miozän bis frühen Pliozän vor 7,3 bis 4,3 Millionen Jahren erstmals auf, wo sich die Gattungen der Tremarctinae auftrennten. In Florida lebte diese Art wahrscheinlich bis vor 8.000 Jahren und kam damit auch noch im Holozän vor. Eine Aufspaltung der beiden bekannten Tremarctos-Arten fand jedoch erst im späten Pleistozän bis frühen Holozän vor etwa 0,13 Millionen Jahren statt. Dadurch gilt der Brillenbär als evolutiv jüngste Art aller rezenten Bären.
Innerhalb der Bären wird die Gattung als Unterfamilie der Kurzschnauzenbären (Tremarctinae) geführt, die zudem mehrere ausgestorbene Arten wie den bis zum Ende des Pleistozäns vor etwa 11.000 Jahren in Nordamerika heimischen Kurznasenbären (Arctodus simus) enthält. Die Tremarctinae werden den Eigentlichen Bären (Ursinae) gegenübergestellt.

## Belege
1. 1 2 3 4 5 6  Björn Kurtén, Elaine Anderson: Pleistocene Mammals of North America. Columbia University Press, New York 1980; S. 178–180 (Google Books)
2. 1 2 3  Johannes Krause et al.: Mitochondrial genomes reveal an explosive radiation of extinct and extant bears near the Miocene-Pliocene boundary.BMC Evolutionary Biology 2008, doi:10.1186/1471-2148-8-220
3. ↑  J.W. Gidley: A new species of bear from the Pleistocene of Florida. Journal of the Washington Academy of Sciences 18, 1928: S. 430–433.
4. ↑  Tremarctos in der Paleobiology Database.
5. 1 2  „Evolution, Phylogeny and Taxonomy.“ In: Shaenandhoa García-Rangel: Andean bear Tremarctos ornatus natural history and conservation. Mammal Review 42 (2), 2012; S. 90–91.